# Miguel Galiana Folqués
Miguel Galiana Folqués (Ontinyent, Vall d'Albaida, (País Valencià) 1814 - idem. 1880) fou músic, professor i compositor musical valencià.
Després d'una brillant carrera artística aconseguí el 1861 la plaça de professor d'harmonia i acompanyament al piano en el Conservatori de Madrid, desenvolupant-la fins a la seva mort. Publicà un interessant Prontuario musicla i tingué nombrós deixebles que després serien famosos com Juan Cantó Francés, els germans Evaristo i Camilo Pérez Monllor, Ruperto Chapí, Tàrrega o Alfredo Javaloyes.
També va compondre algunes sarsueles, entre elles: Los cazadores de Àfrica (1858) i La dames de la camelia (1861), ambdues estrenades a Madrid.